# Pherbellia scutellaris
Pherbellia scutellaris är en tvåvingeart som först beskrevs av Roser 1840.  Pherbellia scutellaris ingår i släktet Pherbellia och familjen kärrflugor. Arten är reproducerande i Sverige. Inga underarter finns listade i Catalogue of Life.